# Cofrentes

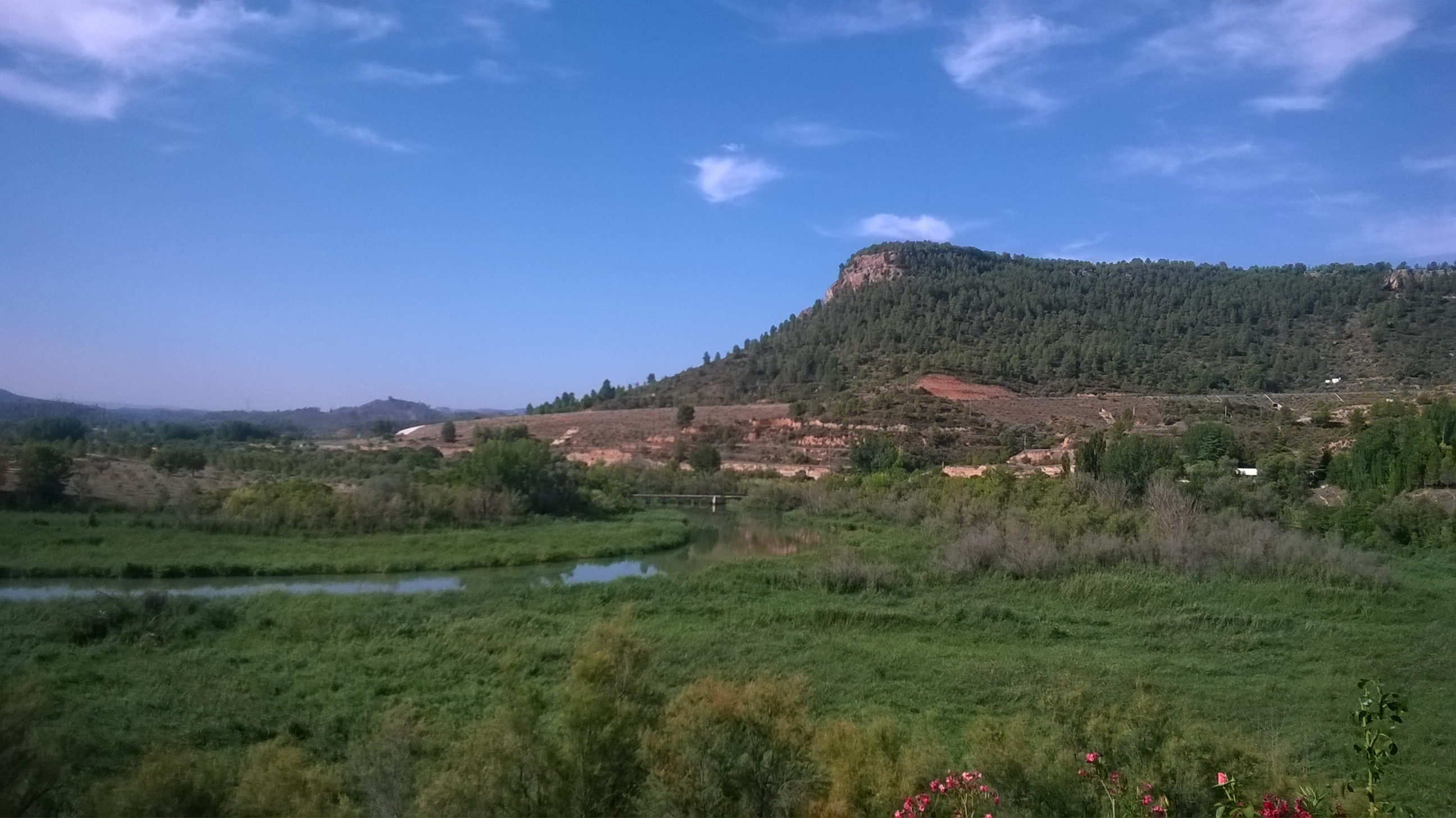
Cofrentes

Cofrentes település Spanyolországban, Valencia tartományban. Cofrentes Requena, Cortes de Pallás, Jalance és Balsa de Ves községekkel határos. Lakosainak száma 1123 fő (2024).

## Népesség
A település népessége az utóbbi években az alábbiak szerint változott:
| Lakosok száma | 1040 | 948  | 978  | 947  | 1026 | 1050 | 1104 | 1130 | 1112 | 1123 |
|               | 2001 | 2004 | 2007 | 2009 | 2012 | 2014 | 2017 | 2019 | 2022 | 2024 |